# Juni 1993
Portal Geschichte | Portal Biografien | Aktuelle Ereignisse | Jahreskalender | Tagesartikel

◄ |
19. Jahrhundert |
20. Jahrhundert
| 21. Jahrhundert

◄ |
1960er |
1970er |
1980er |
1990er
| 2000er | 2010er | 2020er | ►

◄ |
1989 |
1990 |
1991 |
1992 |
1993
| 1994 | 1995 | 1996 | 1997 | ►

◄ |
März 1993 |
April 1993 |
Mai 1993 |
Juni 1993 |
Juli 1993 |
August 1993 |
September 1993 |
►
Dieser Artikel behandelt tagesbezogene Nachrichten und Ereignisse im Juni 1993.

## Tagesgeschehen

### Dienstag, 1. Juni 1993

Flagge von Andorra

- Madrid/Spanien, Paris/Frankreich: Die beiden Nachbarländer von Andorra unterzeichnen den Vertrag zur Anerkennung der andorranischen Souveränität sowie Verträge zum Schutz des Landes, da es zu den Staaten ohne Militär zählt. Der Vertrag soll in Andorra la Vella am 3. Juni noch einmal bestätigt werden.[1]

### Donnerstag, 3. Juni 1993

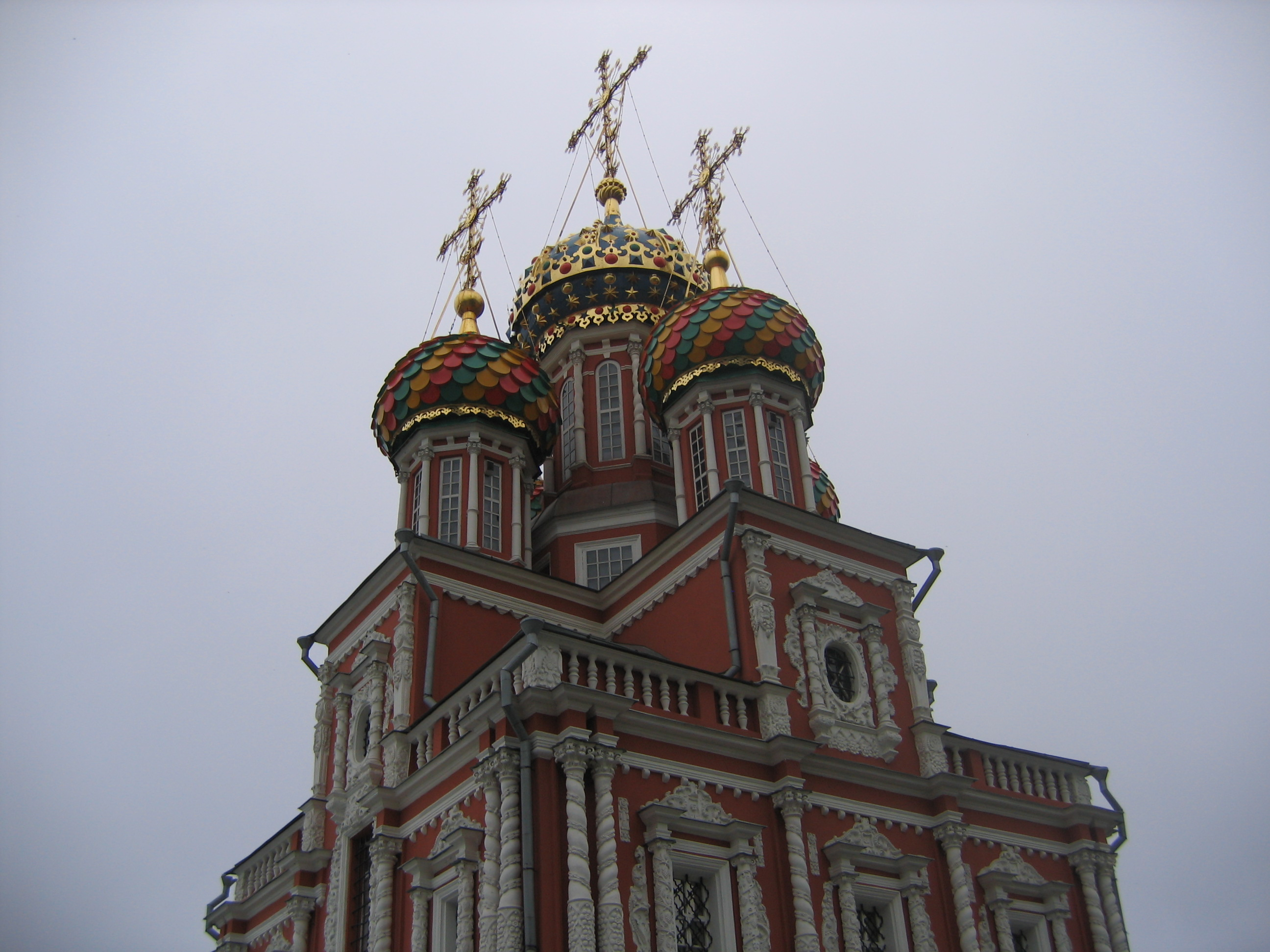
Mariä-Geburt-Kathedrale Nischni Nowgorod

- Berlin/Deutschland: Bei der Verleihung des Deutschen Filmpreises werden u. a. die Schauspieler Horst Krause und Joachim Król, für ihre darstellerischen Leistungen in Wir können auch anders …, mit dem Filmband in Gold ausgezeichnet.[2][3]
- Nischni Nowgorod/Russland: Die Mariä-Geburt-Kathedrale wird nach der Schließung durch die Bolschewiki in den 1930er Jahren neu geweiht. Zwischenzeitlich waren in dem Gebäude eine Apotheke und ein Lager untergebracht.[4]
- Zürich/Schweiz: Vertreter der Treuhandanstalt und zwei mittelständische Hamburger Kaufleute, die von der F. Laeisz Schiffahrtsgesellschaft als Geschäftsfreunde bezeichnet werden, beschließen bei einem Treffen die Privatisierung der Deutschen Seereederei Rostock GmbH. Seit 1990 wurden bei der Seereederei etwa 10.000 Mitarbeiter entlassen und der Produktionsumfang sank erheblich.[5][6]

### Freitag, 4. Juni 1993
- Caracas/Venezuela: Der Kongress wählt Ramón José Velásquez zum neuen Präsidenten von Venezuela.[7]
- New York/Vereinigte Staaten: Mit der Resolution 836 ermächtigt der Sicherheitsrat der Vereinten Nationen die United Nations Protection Force (UNPROFOR), Schutztruppe im Bosnienkrieg, zur Anwendung von Waffengewalt, um sich selbst zu verteidigen.[8]

### Samstag, 5. Juni 1993

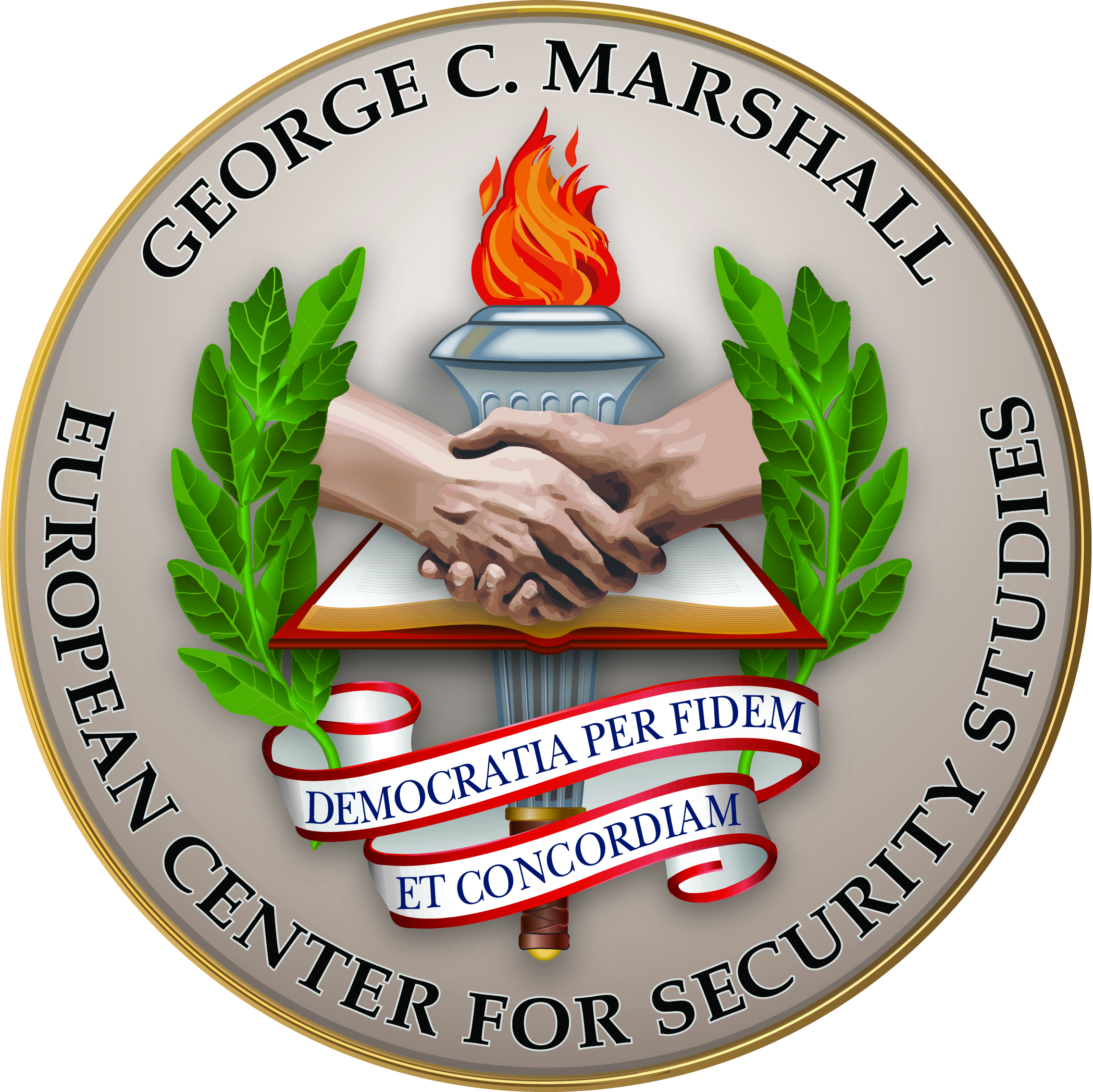
George-C.-Marshall-Zentrum für Sicherheitsstudien

- Aarau/Schweiz: Der FC Aarau sichert sich am drittletzten Spieltag den Gewinn der Schweizer Fussballmeisterschaft 1993 durch einen 2:1-Sieg gegen den FC Sion.[9]
- Garmisch-Partenkirchen/Deutschland: Der Oberkommandierende des Europäischen Kommandos der Streitkräfte der Vereinigten Staaten General John M. Shalikashvili weiht das Europäische George-C.-Marshall-Zentrum für Sicherheitsstudien ein.[10]
- Guatemala-Stadt/Guatemala: Ramiro de León Carpio wird Nachfolger von Gustavo Adolfo Espina Salguero als Präsident, der am 25. Mai erfolgreich gegen den ehemaligen Präsidenten Jorge Antonio Serrano Elias und gegen die rechtsstaatlichen Institutionen des Landes putschte. Am 1. Juni vertrieben die Streitkräfte Espina aus dem Präsidentenpalast.[11]
- Somalia: Einheiten der Somalischen Nationalen Allianz des Warlords Mohammed Farah Aidid töten 23 pakistanische Soldaten der Mission der Vereinten Nationen (UNOSOM), die von Aidid als „kolonialistisches Unterfangen“ bezeichnet wird. Die Vereinten Nationen verfolgen auch das Ziel, den Einfluss der Warlords zu verringern.[12]
- Stuttgart/Deutschland: Im Gottlieb-Daimler-Stadion sichert sich der SV Werder Bremen mit einem 3:0-Auswärtssieg gegen den VfB Stuttgart die deutsche Fußballmeisterschaft 1993.[13]

### Sonntag, 6. Juni 1993

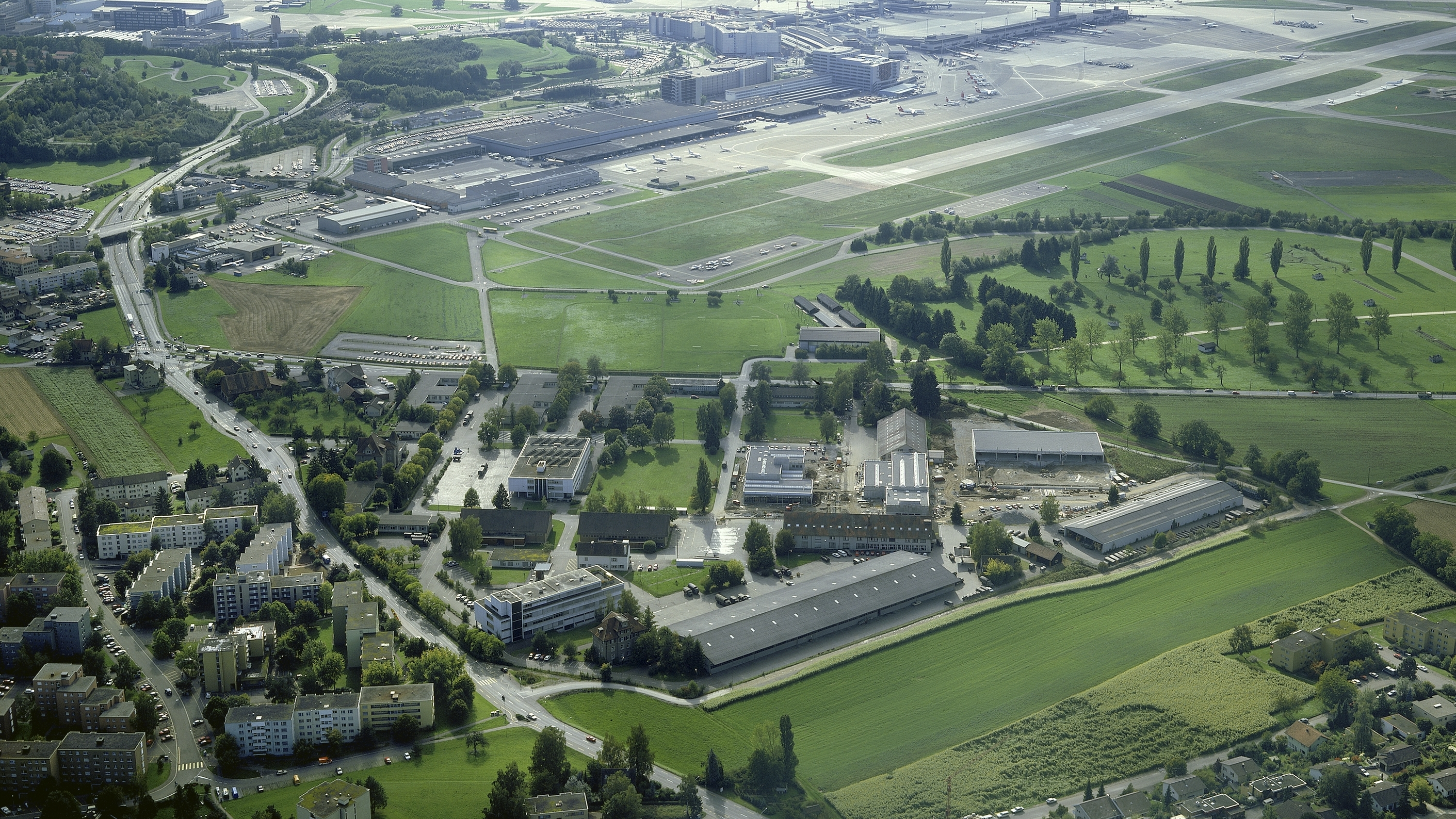
Waffenplatz in Kloten am Flughafen von Zürich

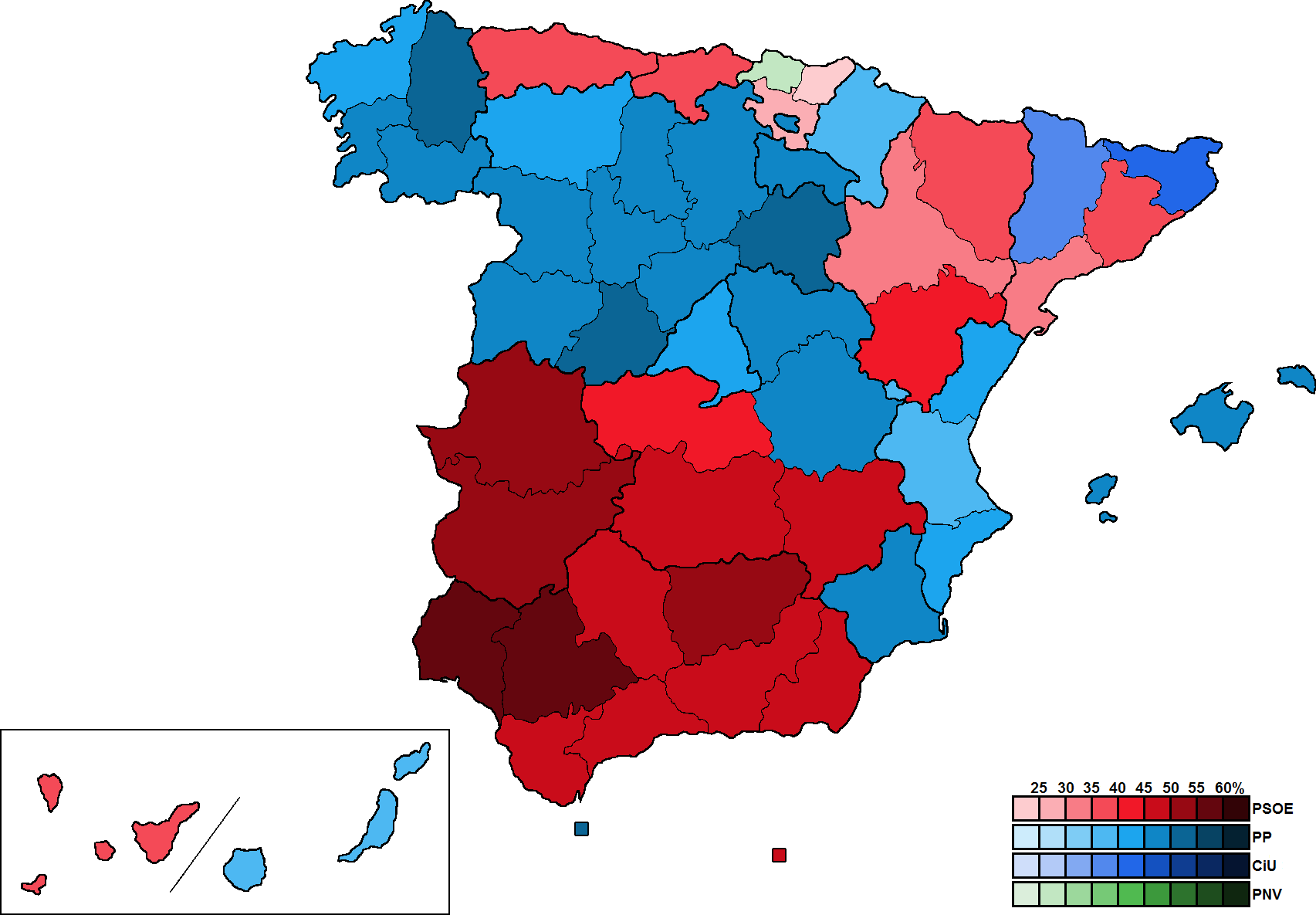
Im Süden Spaniens erfährt die PSOE (rot) noch immer hohen Wählerzuspruch

- Bern/Schweiz: Die Aktionsgruppe zur Rettung von Neuchlen-Anschwilen und die Gruppe für eine Schweiz ohne Armee scheitern in einer Volksabstimmung mit ihren Vorlagen, die Zahl der militärischen Komplexe auf maximal 40 festzulegen und die Anschaffung neuer Kampfflugzeuge für die Luftstreitkräfte zu verbieten.[14][15]
- Madrid/Spanien: Bei den Parlamentswahlen erreicht die konservativ ausgerichtete Volkspartei ein Stimmenplus von fast 9 %. Stärkste Partei bleibt, trotz minimaler Verluste, die Sozialistische Arbeiterpartei (PSOE) des amtierenden Ministerpräsidenten Felipe González. Sie verfehlt die absolute Mehrheit im Unterhaus um 17 Mandate.[16]
- New York/Vereinigte Staaten: Bei der 47. Verleihung des Tony Awards werden Madeline Kahn und Ron Leibman jeweils für die beste Leistung in einer Hauptrolle in einem Theaterstück ausgezeichnet.[17]
- Riga/Lettland: Die Partei Lettlands Weg schneidet bei der ersten Parlamentswahl nach der Erlangung der Unabhängigkeit am besten ab und erhält 32,4 % der Stimmen.[18]

### Montag, 7. Juni 1993
- Chanhassen/Vereinigte Staaten: An seinem 35. Geburtstag gibt der Musiker Prince über sein Unternehmen Paisley Park Studio bekannt, dass er seinen Künstlernamen in O(+> – ein unaussprechbares Symbol – ändert.[19]
- Landau/Deutschland: Der Polizeihauptkommissar Roland Schlosser befreit widerrechtlich einen in der Polizeiinspektion verwahrten angolanischen Staatsbürger und übergibt ihn der Obhut eines befreundeten Gymnasiallehrers. Schlosser ist der Meinung, dass die neue Unterkunft menschenwürdiger sei.[20]

### Mittwoch, 9. Juni 1993
- Montreal/Kanada: Der Stanley Cup der nordamerikanischen Eishockey-Profiliga NHL geht in diesem Jahr an die Canadiens de Montréal, die das fünfte und entscheidende Spiel der Finalserie gegen die Los Angeles Kings mit 4:1 für sich entscheiden.[21]
- Tokio/Japan: Prinz Naruhito, der erstgeborene Sohn des Tennō Akihito, und Masako Owada feiern ihre Hochzeit.[22]

### Donnerstag, 10. Juni 1993

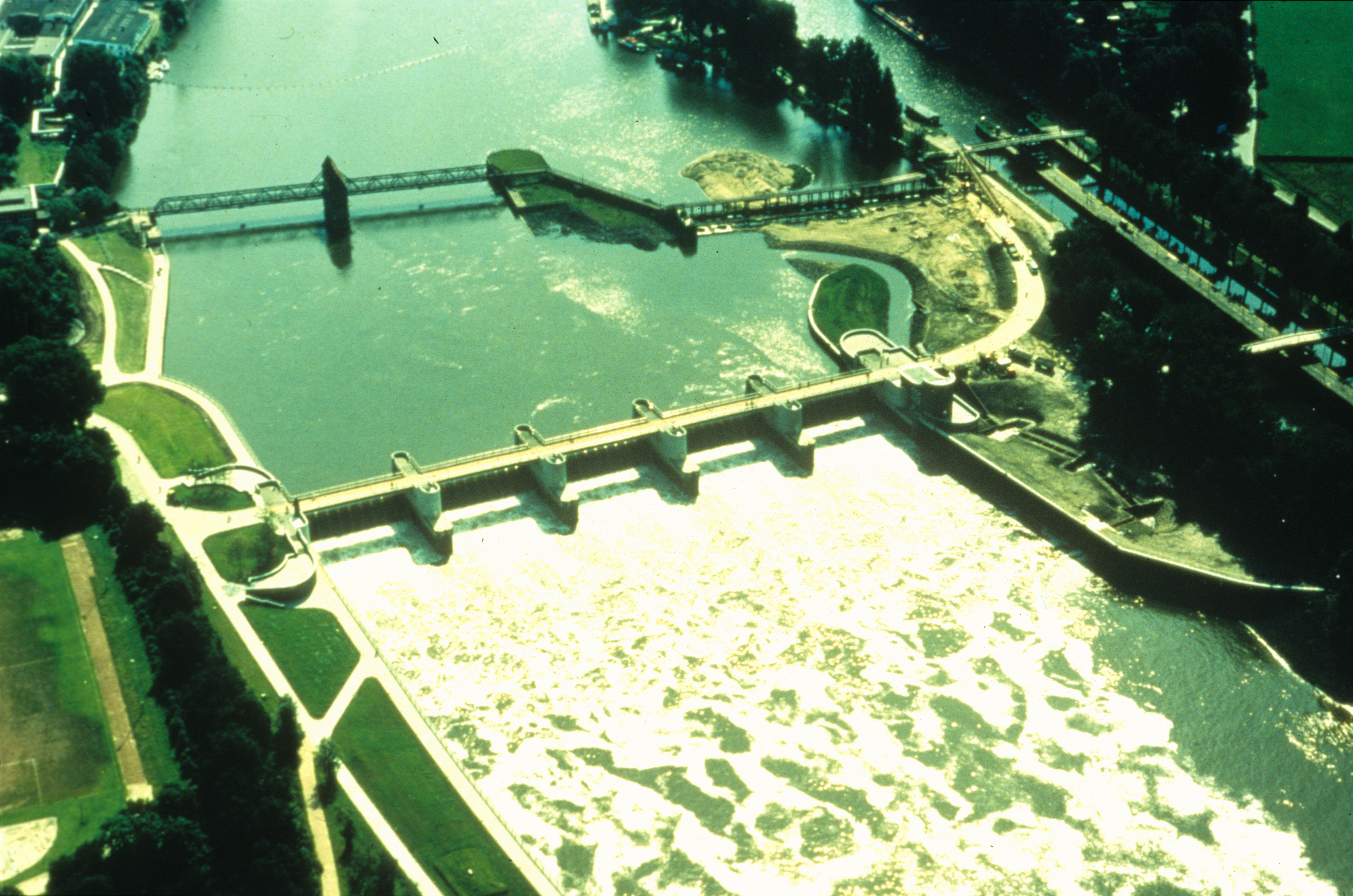
Altes (oben) und neues Weserwehr in Bremen

- Amman/Jordanien: Der haschimitische Thronfolger von Jordanien Prinz Abdullah II. bin al-Hussein heiratet die in Kuwait geborene Palästinenserin Rania Faisal Yasin.[23]
- Bremen/Deutschland: Das Wasserbauwerk Bremer Weserwehr im Ortsteil Hastedt wird in Betrieb genommen. Die Vorgängerkonstruktion aus dem Jahr 1911 wird nicht mehr den Maßgaben des Abflusskonzepts für Hochwasser gerecht und soll bald zurückgebaut werden.[24]

### Freitag, 11. Juni 1993
- Münster/Deutschland: Die Delegierten des Parteitags der FDP wählen Klaus Kinkel mit 545 Ja-Stimmen bei 57 Nein-Stimmen zu ihrem neuen Bundesvorsitzenden. Sein Vorgänger Otto Graf Lambsdorff wird zum Ehrenvorsitzenden der FDP gewählt.[25]
- Teheran/Iran: Bei den Präsidentschaftswahlen wird der bei der Wahl 1989 gewählte Präsident Akbar Hāschemi Rafsandschāni mit 63 % der Stimmen im Amt bestätigt. Er war ein enger Vertrauter des verstorbenen Religionsführers Ruhollah Chomeini.[26]

### Samstag, 12. Juni 1993
- Berlin/Deutschland: Im Finale des DFB-Pokals stehen sich Bayer 04 Leverkusen und die Amateure von Hertha BSC, ein Vertreter der drittklassigen Fußball-Oberliga, gegenüber. Leverkusen siegt im ausverkauften Olympiastadion mit 1:0.[27]
- Jefferson/Vereinigte Staaten: Das ursprünglich auf der Wiesbadener Lindsey Air Station beheimatete Denkmal für den Bomber-Piloten Darrell R. Lindsey wird in seiner Heimatstadt Jefferson in Iowa aufgestellt, da die Liegenschaft in Wiesbaden nicht mehr im Besitz der Luftstreitkräfte der Vereinigten Staaten ist.
- Wien/Österreich: Der Titelverteidiger FK Austria Wien wird durch einen 4:0-Sieg gegen den SK Rapid Wien vor dem punktgleichen Team von Austria Salzburg Österreichischer Fußballmeister 1993.[28]

### Sonntag, 13. Juni 1993
- Ankara/Türkei: Tansu Çiller übernimmt den Vorsitz der Partei des Rechten Weges und ist Anwärterin auf das Amt der türkischen Ministerpräsidentin. Zur Zeit heißt der Regierungschef Erdal İnönü (Sozialdemokraten). Er ist allerdings kommissarisch tätig.
- Bonn/Deutschland: Die Sozialdemokratische Partei Deutschlands veranstaltet eine bundesweite Mitgliederbefragung zur Ermittlung ihres neuen Bundesvorsitzenden. Zur Auswahl stehen der rheinland-pfälzische Ministerpräsident Rudolf Scharping, der niedersächsische Ministerpräsident Gerhard Schröder und die Bundestagsabgeordnete Heidemarie Wieczorek-Zeul. Die Wähler entscheiden sich für Scharping, der sich vom Ausgang der Wahl „überrascht“ zeigt.[29]
- Mailand/Italien: Der Gesamtsieg bei der 76. Ausgabe des Rad-Etappenrennens Giro d’Italia geht an den spanischen Titelverteidiger Miguel Indurain.[30]

### Montag, 14. Juni 1993
- Den Haag/Niederlande: Die staatliche Hoheit über den Aouzou-Streifen, zu deren Feststellung Libyen und der Tschad neun Jahre Krieg führten, wird vor dem Internationalen Gerichtshof verhandelt. Auf Aufforderung kann Libyen kein Original eines angeblichen Geheimabkommens zwischen Muammar al-Gaddafi, dem libyschen Diktator seit 1979, und François Tombalbaye, dem Präsidenten des Tschad zwischen 1960 und 1975, vorweisen.[31]
- Palos de la Frontera/Spanien: Papst Johannes Paul II. besucht die andalusische Stadt. U. a. würdigt er die herausragende historische Bedeutung der Stadt, sowohl für das Gepräge der modernen Welt als auch im Hinblick auf die Verbreitung des Christentum

### Mittwoch, 16. Juni 1993
- Karlsruhe/Deutschland: Aufgrund der Entscheidung des Bundesverfassungsgerichts vom 28. Mai, dass der Schwangerschaftsabbruch grundsätzlich weiter als Unrecht gilt, aber unter bestimmten Voraussetzungen nicht bestraft werden muss, tritt die Übergangsregelung deutschlandweit in Kraft (vorher bestanden Unterschiede zwischen den alten und den neuen Bundesländern).[32]

### Donnerstag, 17. Juni 1993

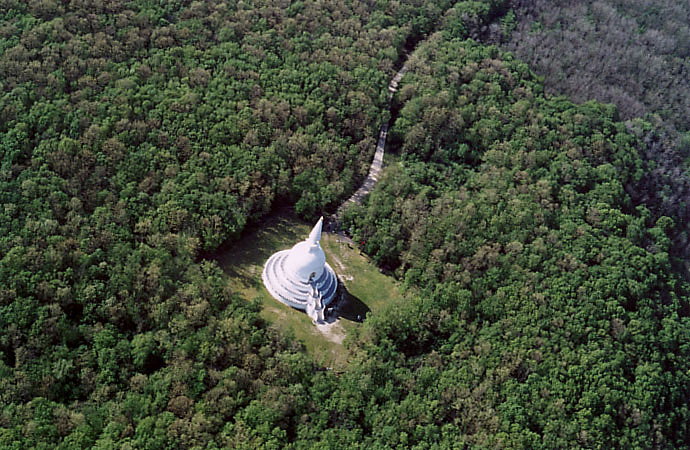
Friedens-Stupa Zalaszántó

- Brüssel/Belgien: Der Sonderbeauftragte der Europäischen Gemeinschaften David Owen erklärt den Vance-Owen-Plan, einen Vorschlag zur Beilegung des Bosnienkriegs, offiziell für gescheitert.
- Georgien: 41 Menschen sterben, als eine Antonow An-26 der Tajikistan Airlines auf dem Flug von Batumi in Georgien nach Baku in Aserbaidschan in Turbulenzen gerät und verunglückt.
- Lathen/Deutschland: Der Transrapid 07 stellt auf der Teststrecke im Kreis Emsland mit 450 km/h einen Geschwindigkeitsrekord auf.[33]
- Zalaszántó/Ungarn: Der 14. Dalai Lama, Tendzin Gyatsho, weiht das buddhistische Bauwerk Friedens-Stupa Zalaszántó ein.

### Freitag, 18. Juni 1993
- Adria: Die Bundeswehr beginnt ihre Beteiligung an der Operation Sharp Guard, eine durch mehrere UN-Resolutionen gedeckte gemeinsame Operation der NATO und der Westeuropäischen Union. Ziel ist die Durchsetzung der Wirtschaftssanktionen und des Waffenembargos gegen die Bundesrepublik Jugoslawien zur See und in der Luft.
- Orbit: Die Russen Gennadi Manakow und Alexander Poleschtschuk der Mission Sojus TM-16 verbringen 4 Stunden und 33 Minuten im All, um an der Raumstation Mir Solarpaneele anzubringen und den Kranarm zu reparieren.

### Samstag, 19. Juni 1993
- Atlantik: Die Atlantische Hurrikansaison 1993 beginnt, als sich das Tiefdruckgebiet Arlene im Golf von Mexiko zum Tropischen Wirbelsturm verstärkt.[34]
- Bergkarabach/Aserbaidschan: Unter großer Anteilnahme der Bevölkerung wird Monte Melkonian, je nach Sichtweise politischer Aktivist, Asala-Terrorist oder Freischärler, begraben. Auch der armenische Präsident Lewon Ter-Petrosjan ist anwesend.
- Bogotá/Kolumbien: Die Fluggesellschaft Copa Airlines Colombia beginnt ihren Betrieb mit einer Flotte von drei Boeing 727-100.
- Kiew/Ukraine: Die Kommunistische Partei der Ukraine, die älteste politische Partei ihres Landes, gründet sich neu. Sie war im August 1991, nach dem gescheiterten Staatsstreich in Moskau, verboten worden.
- Wien/Österreich: Im Ernst-Happel-Stadion gewinnt der FC Wacker Innsbruck gegen den SK Rapid Wien das ÖFB-Cupendspiel mit 3:1.[35]

### Sonntag, 20. Juni 1993
- Folkestone/Vereinigtes Königreich: Der erste Testzug aus Coquelles in Frankreich erreicht die britische Hauptinsel durch den Eurotunnel unter der Straße von Dover.
- Prag/Tschechische Republik: Die Tschechische Nationalbank erteilt der österreichischen Waldviertler Sparkasse von 1842 als erster ausländischer Bank eine Vollbankenkonzession zur landesweiten Filialgründung.

### Montag, 21. Juni 1993
- Madrid/Spanien: Bei einem Sprengstoffanschlag auf einen Armeebus töten Mitglieder der baskischen Terrororganisation Euskadi Ta Askatasuna (ETA) sieben Menschen und verwunden zwanzig.[36]

### Donnerstag, 24. Juni 1993
- Dresden/Deutschland: Der Sächsische Landtag beschließt eine Kreisreform. 28 Landkreise werden die aktuell 48 sächsischen Kreise zum 1. August 1994 ablösen, während die sechs kreisfreien Städte autonom bleiben.
- Österreich: Fred Sinowatz wird im Noricum-Politikerprozess freigesprochen.

### Freitag, 25. Juni 1993
- Ankara/Türkei: Die Große Nationalversammlung spricht der neugebildeten Regierung unter Führung der vor zwölf Tagen von der Partei des Rechten Weges zu deren neuer Parteivorsitzenden gewählten Tansu Çiller ihr Vertrauen aus. Çiller löst damit den kommissarischen Amtsinhaber Erdal İnönü von den Sozialdemokraten als Ministerpräsident der Türkei ab.[37][38]
- Essen/Deutschland: Auf dem SPD-Parteitag wird der Ministerpräsident von Rheinland-Pfalz Rudolf Scharping, in Folge einer Mitgliederbefragung, als neuer SPD-Parteivorsitzender vorgestellt. Sein Vorgänger Johannes Rau übernahm das Amt im Mai von Björn Engholm, der Falschaussagen während der Barschel-Affäre im Jahr 1987 einräumte und aus diesem Grund zurücktrat.[39]
- Kempton Park/Südafrika: Rund 3.000 Mitglieder burischer Widerstandsbewegungen besetzen das Kempton Park World Trade Centre. In dem Gebäude finden Verhandlungen über das Ende des Apartheid-Regimes in Südafrika statt.
- New York/Vereinigte Staaten: Der Fernsehsender NBC strahlt die letzte Folge der Late Night with David Letterman aus. David Letterman und seine Show sollen in naher Zukunft unter dem Namen Late Show with David Letterman beim Sender CBS zu sehen sein.
- Ottawa/Kanada: Kim Campbell (PC) übernimmt die Führung des 25. Kabinetts und ist damit die erste Premierministerin ihres Landes.

### Samstag, 26. Juni 1993
- Hamburg/Deutschland: Der deutsche Boxer Markus Bott verliert seinen Weltmeistertitel im Cruisergewicht der Organisation WBO durch eine Niederlage nach Punkturteil an den Argentinier Nestor Giovannini.[40]
- Toulouse/Frankreich: Mit der Linie A zwischen den Bahnhöfen „Basso-Cambo“ und „Jolimont“ wird der erste Teil der Métro Toulouse eröffnet.[41]

### Sonntag, 27. Juni 1993
- Bad Kleinen/Deutschland: Bei einem Einsatz der Spezialeinheit GSG 9 des Bundesgrenzschutzes zur Festnahme der Mitglieder der Terroristischen Vereinigung Rote Armee Fraktion Wolfgang Grams und Birgit Hogefeld, dabei wird der GSG-9-Beamte Michael Newrzella erschossen und Wolfgang Grams begeht Suizid. In den Medien wird nicht eindeutig genug vermittelt, dass sich Grams, als er auf die Gleise des Bahnhofs von Bad Kleinen gefallen war, selbst erschoss, so dass Theorien über eine Tötung durch GSG-9-Beamte entstehen.[42][43]
- Bagdad/Irak: Zwei Kriegsschiffe der United States Navy feuern vom Persischen Golf und vom Roten Meer aus 23 Marschflugkörper auf das in der irakischen Hauptstadt gelegene Gebäude des irakischen Nachrichtendiensts ab, weil dieser nach Angaben der Vereinigten Staaten im April 1991 einen Anschlag auf den ehemaligen US-Präsidenten George Bush plante.[44]
- Klagenfurt/Österreich: Der deutsche Schriftsteller Kurt Drawert gewinnt mit einem Fragment unter dem Titel Haus ohne Menschen über die Ästhetik des Zerfalls ostdeutscher Städte den Ingeborg-Bachmann-Preis 1993.[45]

### Montag, 28. Juni 1993

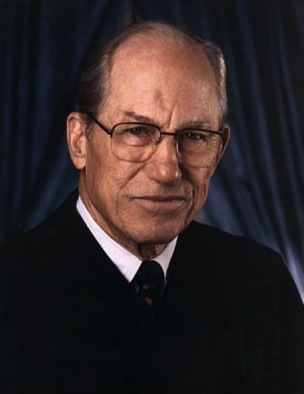
Byron White

- Washington, D.C./Vereinigte Staaten: Byron White tritt nach 31 Jahren als Richter am Obersten Gerichtshof der Vereinigten Staaten zurück. US-Präsident John F. Kennedy nominierte ihn am 16. April 1962.[46]

### Dienstag, 29. Juni 1993

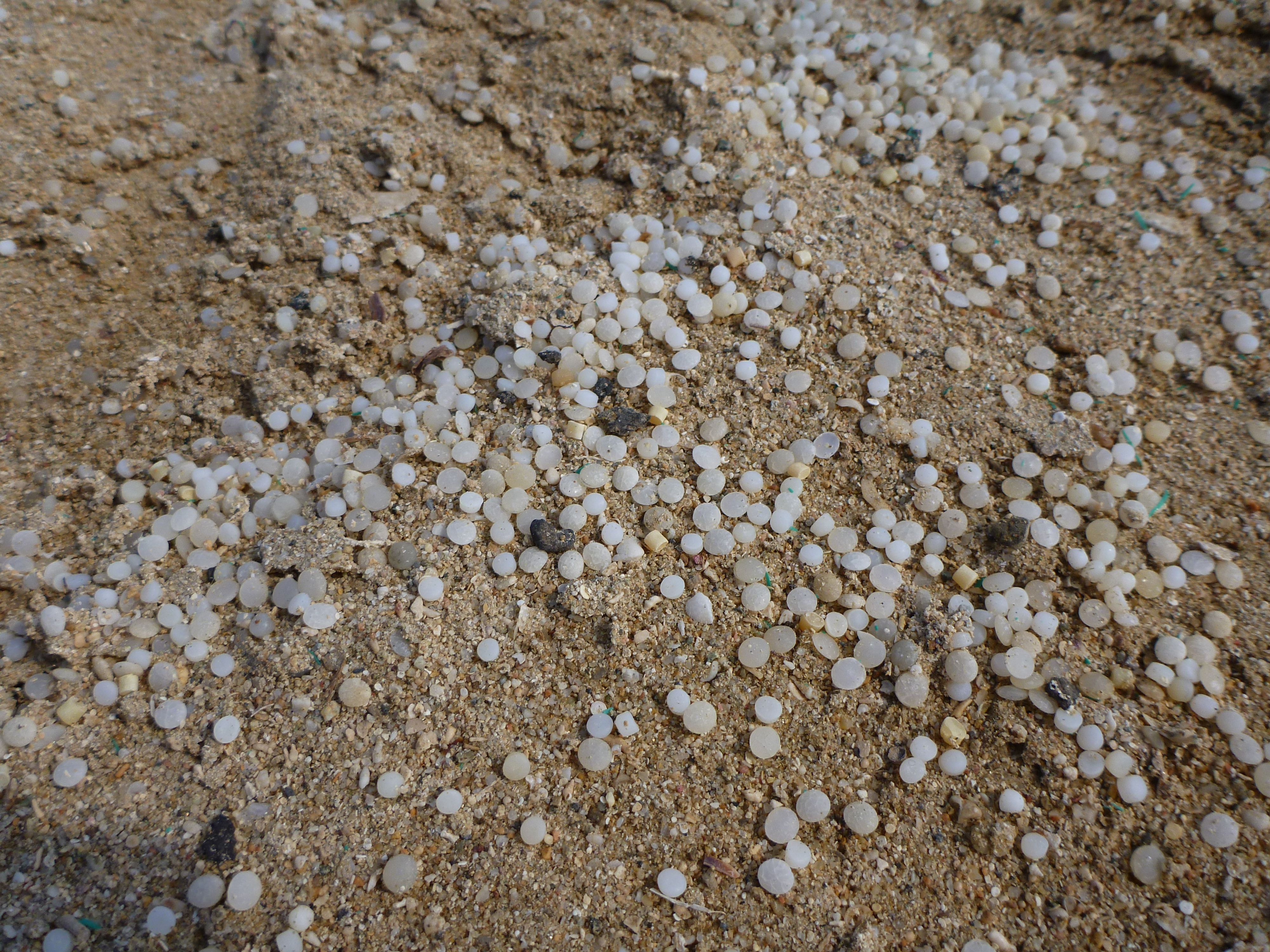
Teile der Ladung der Hamada am Strand von Abu Ghusun

- Abu Ghusun/Ägypten: Am Riff vor Abu Ghusun im Wadi-al-Gamal-Nationalpark kentert die Hamada auf der Fahrt von Dschidda nach Sues mit einer Ladung Plastikgranulat an Bord.[47]

### Mittwoch, 30. Juni 1993

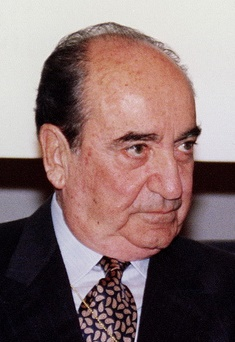
Konstantinos Mitsotakis

- Athen/Griechenland: Der griechische Ministerpräsident Konstantinos Mitsotakis erleidet eine schwere innenpolitische Niederlage, als der ehemalige Außenminister Andonis Samaras wegen unterschiedlicher politischer Positionen im Streit um den Namen „Mazedonien“ seine eigene Partei gründet, mit der er gegen Mitsotakis' Partei Nea Dimokratia antreten will. Samaras fordert eine härtere Haltung gegen das nördliche Nachbarland Mazedonien.[48]
- Hamburg/Deutschland: Die Wählergruppe Statt Partei, die auf die Stimmen von Wählern abzielt, die mit der etablierten Politik unzufrieden sind, gründet sich. Sie will zunächst bei der Bürgerschaftswahl am 19. September in Hamburg und später auch bundesweit antreten.[49]
- Sofia/Bulgarien: Die Schriftstellerin Blaga Dimitrowa tritt von ihrem Amt als stellvertretende Präsidentin der Republik zurück. Sie beschuldigt Präsident Schelju Schelew der Kooperation mit ehemaligen Mitgliedern der bis 1990 regierenden Kommunistischen Partei.[50]
- Straßburg/Frankreich: Die Tschechische Republik und die Slowakei treten als 30. und 31. Mitgliedstaat dem Europarat bei.[51][52]

## Weblinks

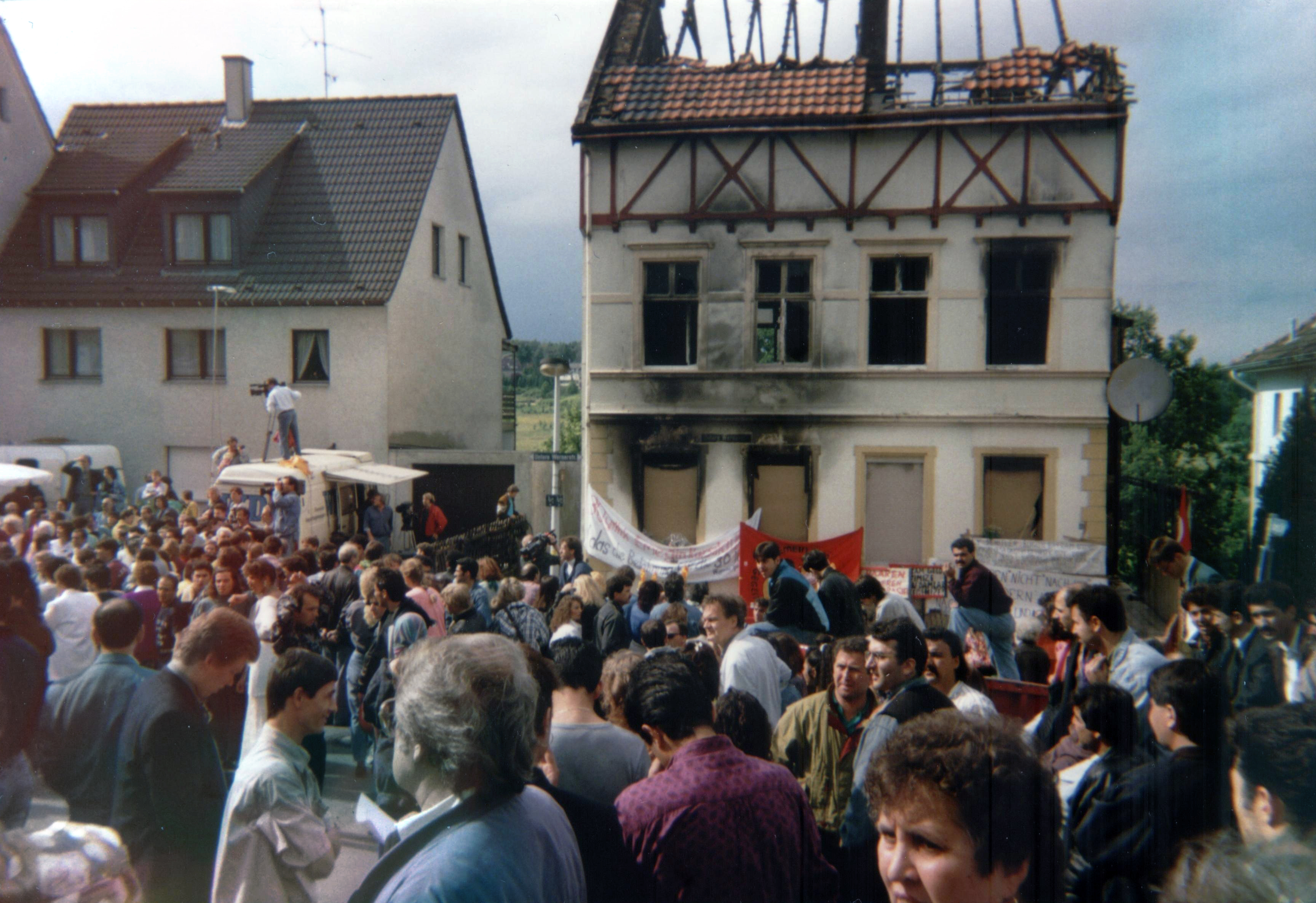
Nordrhein-Westfalen im Juni 1993